# Baía das Baleias

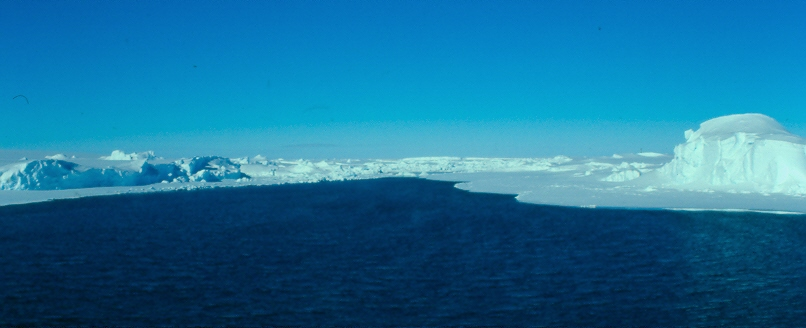
Baía das Baleias.

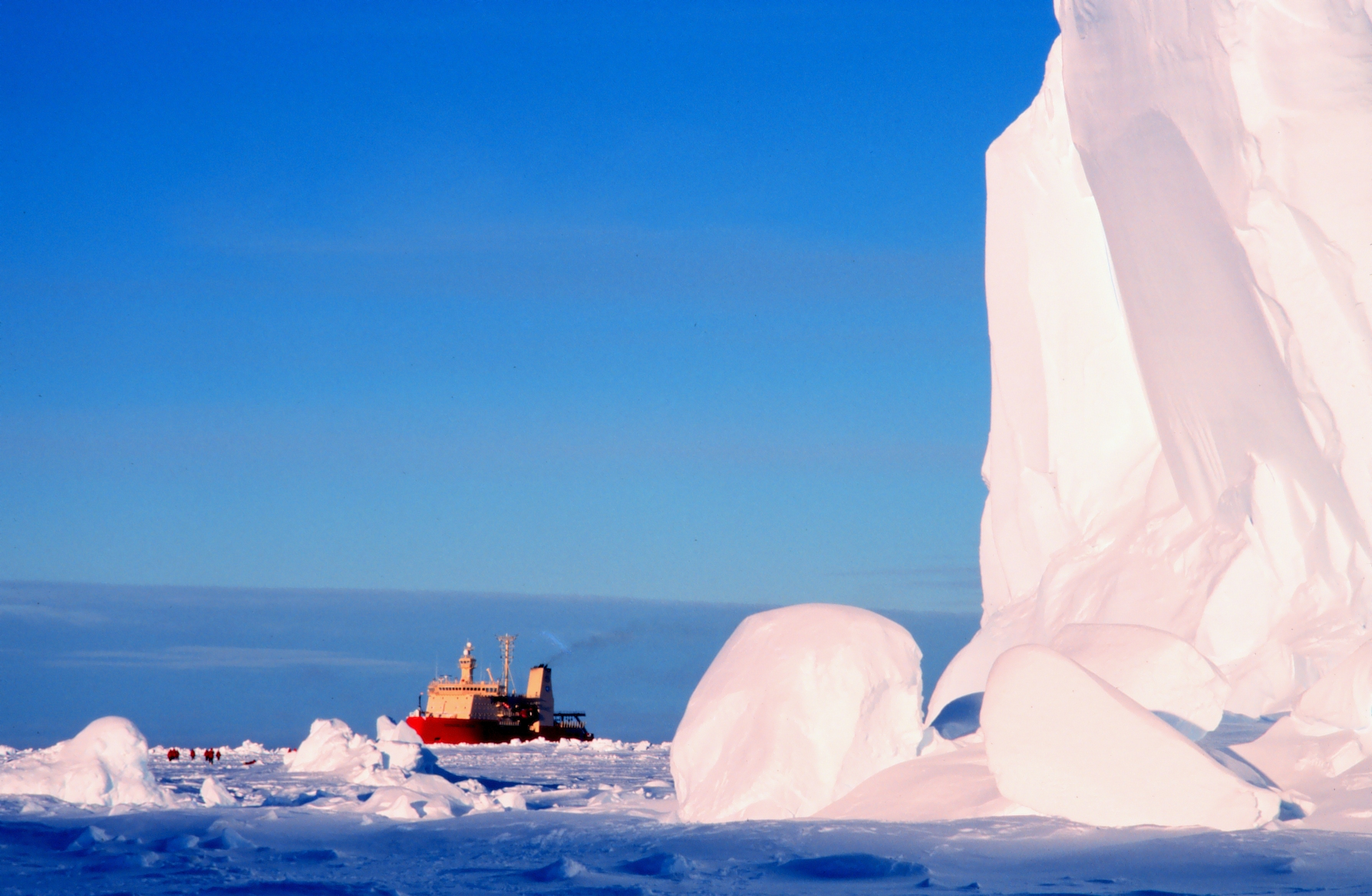
Navio quebra-gelo utilizando o local como porto.

Baía das Baleias é um porto no gelo em frente a plataforma de gelo Ross ao norte da Ilha Roosevelt. A Baía das Baleias desapareceu em 1987, quando um iceberg de 159 km de comprimento se separou da plataforma de gelo Ross.
Ernest Shackleton nomeou o lugar em 24 de janeiro de 1908, durante a Expedição Nimrod, por causa do grande número de baleias avistadas nas proximidades do local.

## História
Neste local o explorador norueguês Roald Amundsen (1872—1928) estabeleceu a sua base para a conquista do Polo Sul. A base foi usado entre janeiro de 1911 e fevereiro 1912.
A Baía das Baleias também serviu como um apoio logístico de base para vários outros importantes expedições à Antártica, incluindo:
- 1928-1930: Richard Evelyn Byrd  - primeira expedição;
- 1933-1935: Richard Evelyn Byrd - segunda expedição;
- 1939-1941: Richard Evelyn Byrd - terceira expedição.